# 张旱庄
张旱庄是中国广东省广州市从化区的一个自然村。在太平镇东面约6千米，属飞鹅村管辖。清朝时建村。1998年时，全村人口112人。